# The Vile Village
The Vile Village (Brasil: A Cidade Sinistra dos Corvos / Portugal: A Aldeia Infame) é o sétimo livro da série A Series of Unfortunate Events. Foi escrito por Lemony Snicket, heterônimo do autor Daniel Handler, e ilustrado por Brett Helquist. Foi lançado em maio de 2001.

## Enredo
Conta mais uma aventura dos três jovens Baudelaires que, desta vez, são colocados aos cuidados de uma cidade inteira, a C.S.C ou Cultores Solidários de Corvídeos (VFD no original). Neste livro, o Conde Olaf se passa por um detetive famoso chamado Dupin. Os irmãos moram com um homem chamado Hector e têm que aturar milhares de regras inúteis feitas pelo Conselho dos Anciãos que deixam seu tutor muito "desassosegado."
Enquanto estão aos cuidados da cidade, os órfãos Baudelaire recebem a ordem de limpar a cidade todos os dias junto com Hector, que trabalha como o factótum da cidade. Lá existe um Conselho de Anciãos, onde os habitante discutem vários assuntos e regras. Os anciãos do conselho usam um chapéu de corvo. A história começa a complicar quando os cidadãos da cidade acreditam ter capturado o Conde Olaf, porém, logo que os Baudelaire vêem o homem que foi capturado eles percebem que não é Olaf. O homem desesperado alega se chamar Jacques. Olaf, então, arma um plano para matar Jacques, e assim ser considerado morto. Os órfãos Baudelaire são acusados do assassinato de Jacques, e passam o livro decifrando dísticos escritos por Isadora, que ocultam o local onde os Quagmire estão aprisionados, e descobrem que a letra inicial de cada verso dos dísticos, quando na ordem recebida, formam a palavra chafariz. Então, os irmãos descobrem que os trigêmeos estão no Chafariz Corvídeo, construído pela trupe do Conde Olaf, que nada mais é que o esconderijo deles e a prisão dos Quagmire.
Neste mesmo livro, conde Olaf inicia seu namoro com a igualmente nefasta Esmé Squalor, tutora dos Baudelaire no sexto livro. No final, Hector consegue levar os Quagmire consigo, já os Baudeleire ficam para trás, graças ao arpão lançado pela policial Luciana (na verdade Ésme) que impede que os Baudeleire sejam levados com Hector e os irmãos Quagmire.
A sigla C.S.C, nesse livro, aparece como abreviação para a cidade de Cultores Solidários de Corvídeos, porém existem outros significados para essa sigla. Além disso, os cadernos dos Quagmire foram rasgados, e Klaus pegou apenas uns fragmentos.